# 下韋寧根
下韦宁根（德語：Niederweningen）是瑞士联邦苏黎世州迪尔斯多夫区的市镇。该市镇面积为6.88平方千米，海拔高度505米，2018年12月31日人口数为3,053。

## 外部連結
- 下韦宁根官方网站Archive.today的存檔，存档日期2012-12-08 （德文）